# Sara Gambetta
Sara Gambetta (Lauterbach, 18 februari 1993) is een atleet uit Duitsland.
Ze was gespecialiseerd in de zevenkamp. Op dit onderdeel behaalde ze twee zilveren medailles bij de junioren op het WK (2010) en EK (2011).
In 2010 werd ze uitgeroepen tot Jugend-Leichtathleten des Jahres.
Op de Olympische Zomerspelen van Rio de Janeiro in 2016 nam Gambetta deel aan het onderdeel kogelstoten.
Ook op de Olympische Spelen van Tokio in 2021 nam ze deel aan het onderdeel kogelstoten, toen ze in de finale achtste werd.

## Persoonlijk record
| Onderdeel   | Resultaat | Jaar |
| ----------- | --------- | ---- |
| 200 meter   | 24.31 s   | 2010 |
| kogelstoten | 18.88 m   | 2021 |
| speerwerpen | 51.17 m   | 2011 |

| Onderdeel   | Resultaat | Jaar |
| ----------- | --------- | ---- |
| kogelstoten | 18.43 m   | 2021 |
| 60 m horden | 9.05 s    | 2011 |

- World Athletics: 14372468